# ジジ (バフィーの登場人物)
ジジ (Gigi) は、アメリカ合衆国で発売されているコミック『Buffy the Vampire Slayer Season Eight』に登場する架空の人物。

## 特徴
コミック『No Future for You』で登場。本名はジェニヴィーヴ・サヴィージ（Lady Genevieve Savidge）。青い髪の少女。バンパイア・スレイヤーで貴族の娘。
トワイライト・グループの一員であるロダンのもとでスレイヤーとしての訓練を受けるが、後見人委員会からは暗殺対象となる。
後見人委員会のリーダーであるバフィーの命を狙うが、ジャイルズからの指示で囮捜査を行っていたフェイスとの戦闘で死亡する。

## 関連する人物
バフィー・アン・サマーズ
後見人委員会のリーダー。
ロダン
後見人委員会のウォッチャー。トワイライト・グループの一員でもあり、バフィーとは面識がある。
フェイス・レーヘン
バンパイア・スレイヤー